# Australopericoma
Australopericoma és un gènere d'insectes dípters pertanyent a la família dels psicòdids que es troba a Nord-amèrica (Mèxic, -incloent-hi Yucatán- Arizona, Texas i Florida) Centreamèrica (Costa Rica), Sud-amèrica (Veneçuela, Colòmbia, el Perú, l'Argentina i el Brasil -els estats de Rondônia i Bahia-) i les illes de Jamaica i Trinitat.

## Taxonomia
- Australopericoma abnormalis (Quate & Brown, 2004)
- Australopericoma bhati (Quate & Brown, 2004)
- Australopericoma bulbula (Quate & Brown, 2004)
- Australopericoma caudata (Satchell, 1955)
- Australopericoma cesticella (Quate & Brown, 2004)
- Australopericoma curvata (Quate & Brown, 2004)
- Australopericoma dissimilis (Bravo, 2007)
- Australopericoma exilis (Quate & Brown, 2004)
- Australopericoma falcata (Quate & Brown, 2004)
- Australopericoma multifida (Quate & Brown, 2004)
- Australopericoma pontilis (Quate & Brown, 2004)
- Australopericoma sagitta (Quate & Brown, 2004)
- Australopericoma trinidadensis (Quate & Brown, 2004)[11][9][12][13]